# Giovani Calciatori Grifone
Il Giovani Calciatori Grifone è stata una squadra calcistica italiana con sede a Genova.

## Storia
La compagine, fondata il 1º maggio 1914, fece il proprio esordio ufficiale nel campionato di Prima Categoria 1919-1920. In quel torneo la squadra ottenne un onorevole terzo posto dietro le ben più forti Genoa ed Andrea Doria, grazie anche all'apporto di calciatori di un certo spessore, come il centrocampista Ettore Neri, poi campione d'Italia con la Novese, e l'attaccante Giulio Bassi.
Nonostante il buon risultato la società si sciolse nel luglio 1920; dalle sue ceneri nacque il Foot-Ball Club Grifone di Genova e, secondo alcune fonti, anche la Società Sportiva Giovani Calciatori Bolzaneto (in realtà, pare che questo sodalizio fosse attivo sin dal 1916).